# Ray Price (Musiker)

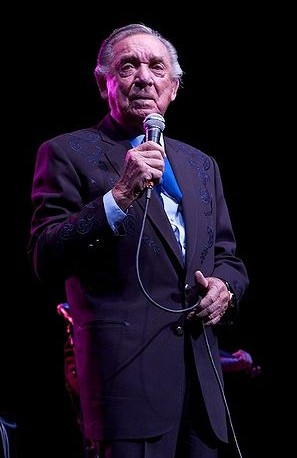
Ray Price (2009)

Ray Price (* 12. Januar 1926 in Perryville, Texas; † 16. Dezember 2013 in Mount Pleasant, Texas) war ein US-amerikanischer Country-Sänger.

## Leben

### Anfänge
Ray wuchs in Dallas auf. Nach Ende seiner Schulzeit wurde er 1942 zur Marine eingezogen. Nach seiner Entlassung 1946 begann er Tiermedizin zu studieren. Während des Studiums trat er des Öfteren als Sänger und Gitarrist in Clubs und auf kleineren Veranstaltungen auf und arbeitete als Entertainer für einen lokalen Radiosender. Er schloss sich einer Band an und wurde schließlich Berufsmusiker. 1949 nahm er die erste Single auf.

### Karriere
Im Frühjahr 1951 unterzeichnete er einen Schallplattenvertrag bei Columbia Records und zog wenig später nach Nashville. Dort freundete er sich mit dem damaligen Superstar der Country-Musik – Hank Williams – an. Anfang 1952 gelang ihm ein Top-10-Hit. Hank Williams verschaffte ihm einen Platz in der Grand Ole Opry und versorgte ihn mit gutem Songmaterial. Price wiederum vertrat den großen Star einige Male, als dieser für Auftritte zu betrunken war. Nach dem Tode Hank Williams’ 1953 übernahm er dessen Band The Drifting Cowboys und nannte sie in Cherokee Cowboys um. Bassist dieser Gruppe war eine Zeit lang Willie Nelson. Weitere Bandmitglieder waren Roger Miller und Johnny Paycheck.
1956 erreichte er mit Crazy Arms zum ersten Mal Platz 1 der Country-Charts. Die Platte wurde mehr als eine Million Mal verkauft und überrundete sogar Elvis Presley. Es folgte eine lange Serie weiterer Hits, darunter 1958 City Lights, 1964 Burning Memories und 1970 For The Good Times. 1959 sang er Heartaches by the Number, das allerdings erst durch die im gleichen Jahr erschienene Version von Guy Mitchell ein Nummer-eins-Hit wurde. 1974 wechselte er die Plattenfirma und kehrte nach Texas zurück. 1980 produzierte er gemeinsam mit seinem alten Weggefährten Willie Nelson ein bemerkenswertes Album, aus dem die Single Faded Love ausgekoppelt wurde, die Platz 3 der Country-Charts erreichte. Die Erfolge ließen erst mit Beginn der 1990er Jahre nach. In den 1990er Jahren begann er mit dem Aufnehmen von Gospel-CDs. 1996 wurde er in die Country Music Hall of Fame aufgenommen.
2011 wurde bei Ray Price Bauchspeicheldrüsenkrebs diagnostiziert. An den Folgen dieser Erkrankung starb er am 16. Dezember 2013 im Alter von 87 Jahren.

## Diskografie (Alben)
- 1957 – Sings Heart Songs
- 1958 – Talk To Your Heart
- 1960 – Faith
- 1961 – Greatest Hits (US: Gold)[2]
- 1962 – San Antonio Rose
- 1963 – Night Life
- 1964 – Love Life
- 1965 – Burning Memories
- 1965 – Western Strings
- 1965 – The Other Woman
- 1966 – The Same Old Me
- 1966 – Another Bridge To Burn
- 1967 – Touch My Heart
- 1967 – Greatest Hits 2
- 1967 – Danny Boys
- 1968 – Take Me As I Am
- 1968 – She Wears My Ring
- 1969 – Sweetheart Of The Year
- 1969 – Christmas Album
- 1969 – You Wouldn’t Know Love
- 1970 – The World
- 1970 – For The Good Times (US: Platin)
- 1970 – Make The World Go Away
- 1971 – I Won’t Mention It Again
- 1971 – Welcome To My World
- 1972 – All Time Greatest Hits (US: Gold)
- 1972 – The Lonesomest Lonesome
- 1973 – She’s Got To Be A Saint
- 1974 – You’re The Best Thing
- 1974 – This Time Lord
- 1975 – Like Old Times Again
- 1975 – If You Ever Change Your Mind
- 1975 – Say I Do
- 1976 – Rainbows And Tears
- 1976 – Hank’N Me
- 1976 – The Best
- 1976 – Precious Memories
- 1977 – Reunited
- 1977 – Help Me
- 1978 – How Great Thou Art
- 1979 – There’s Always Me
- 1980 – San Antonio Rose (mit Willie Nelson, US: Gold)
- 1981 – Tribute To Willie And Kris
- 1981 – Town And Country
- 1982 – Somewhere In Texas
- 1982 – Master Of The Art
- 1986 – Welcome To Ray Price Country
- 1986 – Greatest Hits 1
- 1986 – Greatest Hits 2
- 1986 – Greatest Hits 3
- 1986 – Revival Of Old Time Singing
- 1986 – Heart Of Country Music
- 1986 – Christmas Gift For You
- 1987 – Just Enough Love
- 1988 – By Request
- 1990 – Memories That Last (mit Faron Young)
- 1990 – Hall Of Fame Series
- 1992 – Sometimes A Rose
- 1993 – The Old Rugged Cross
- 1996 – Ray Price & The Cherokee Cowboys
- 1998 – The Other Woman
- 2000 – Prisoner Of Love
- 2002 – Time
- 2003 – Run That By Me One More Time (mit Willie Nelson)
- 2007 – Last Of The Breed (mit Willie Nelson & Merle Haggard)
- 2014 – Beauty Is… The Final Sessions